# Garrauli
Garrauli fou un petit estat tributari protegit al Bundelkhand a l'agència de l'Índia Central. La superfície és de 65 km² (96 km² el 1901) i la població el 1881 de 4976 habitants i el 1901 de 5.231 habitants, repartits en 16 pobles. L'exèrcit era de 75 homes.
Gopal Singh (després el primer jagirdar) fou un cap militar de la casa reial d'Orchha que es va oposar a la penetració britànica al Bundelkhand (1803) i va estar al servei de Darjan Singh i Hari Singh, nets de Chhatarsal Singh, a Jaso; quan es va propduir la inavsió d'Ali Bahadur es va apoderar de la pargana de Kotra per a si mateix i durant anys va resistir als intents de sotmetre'l, fins que finalment fou convençut que no podia guanyar un enfrontament tan desigual i es va sotmetre a condició de ser perdonat i d'una cessió de terres i el 1812 va rebre el jagir de Garrauli (el maharaja de Panna li va cedir 18 pobles vitaliciament) i va obtenir un sanad possessori dels britànics. Com a jagirdar el va succeir el 1831 el seu fill Diwan Bahadur Parichat, un bundela de casta, que va obtenir sanad d'adopció dels britànics el 1862. Va morir el 1884 i com que el seu fill Kunwar Randhir Singh havia mort el 20 de desembre de 1883, el va succeir el seu net (fill del difunt) Diwan Chandra Bhan Singh, sent menor d'edat; va rebre plens poders el 1904 però el 1905 l'estat fou posat sota administració de la reina mare, retornant després al govern; va morir el 20 de novembre de 1946 i el va succeir el seu fill Diwan Bahadur Raghuraj Singh que el 3 de març de 1948 va accedir a l'Índia.
La capital era Garrauli a 25° 05′ N, 79° 21′ E / 25.083°N,79.350°E a la riba dreta del Dhasan a uns 12 km de Nowgong, amb una població de 878 habitants el 1901.

## Llista de jagirdars
- Diwan Gopal Singh, diwan de Kotra 1803-1812, jagirdar de Garrauli 1812-1831
- Diwan Bahadur Parichat Singh 1831-1884
- Diwan Bahadur Chandra Bhan Singh 1884-1946
- Diwan Bahadur Raghuraj Singh 1946-1948 (+17 de setembre de 1964)

## Nota
1. ↑  eren descendent delrja d'Orchha Rudra Pratap, que va deixar diversos fills entre ells un que fou raja de Mahewa, i pare de thakur Bhagwan Dhas de Mahewa que va tenir dos fills, el primer Champar Rai que fou el pare de Chhatrasal de Panna, i el segon Thakur Man Singh, ancestre directe Diwan Gopal Singh, el primer jagirdar de Garrauli